# Viaje de invierno

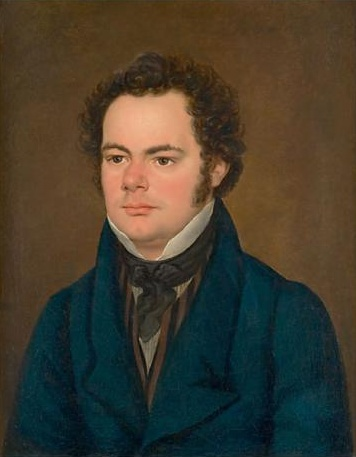
Retrato de Franz Schubert hecho por Franz Eybl (1827)

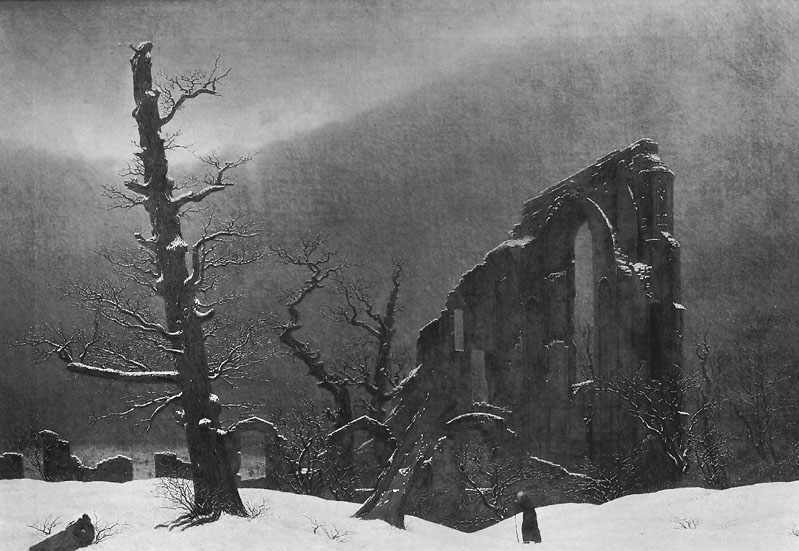
Paisaje invernal con una iglesia en ruinas, por Caspar David Friedrich (1807/1808)

Winterreise (Viaje de invierno) es un ciclo de lieder compuesto por Franz Schubert, sobre poemas de Wilhelm Müller. Lleva como n.º de Opus 89. En el catálogo de Deutsch es el D. 911.
Es una de las obras que compuso en el último año de su vida, y el conjunto de lieder que más trabajó. Considera Dietrich Fischer-Dieskau que "El viaje de invierno representa todas las obras del último año, en lo que se refiere a elevación, intuición y ampliación de la técnica de composición". 
Junto al ciclo La bella molinera, representa la popular música de cámara en el siglo XIX, y son el máximo exponente del “ciclo de lieder”, género vocal que con Schubert pasa a la “gran forma”. Reflejan la personalidad de su autor y dejan, interpretados correctamente, una “impresión heladora, sin concesión al encanto austriaco o a la felicidad lacrimógena” (D. Fischer-Dieskau). 
Representa un mundo mental y psicológico muy cercano a las pinturas de Caspar David Friedrich y en la filosofía juvenil de Arthur Schopenhauer. 

## Génesis
El origen de este ciclo se encuentra en los poemas de Müller. Los doce primeros aparecieron como "Wanderlieder von Wilhelm Müller verfasst. Die Winterreise. In 12 Lieder (Canciones de viaje de Wilhelm Müller. Viaje de invierno. En 12 lieder)" (Urania, 1823). Solo en 1824 apareció toda la colección con el título Poemas de los papeles legados por una corneta del bosque errante. Canciones de la vida y el amor.
Schubert transcribió los primeros doce lieder en febrero de 1827, y se publicaron el 24 de enero de 1828, por el editor vienés Tobias Haslinger. Posteriormente, al parecer a finales del verano de 1827, Schubert conoció los otros 12 poemas y acabó de musicalizarlos en octubre de ese año. Haslinger los publicó solo seis semanas después de la muerte de Schubert, el 31 de diciembre de 1828.
Joseph von Spaun relata cómo Schubert interpretó los lieder ante sus amigos. El poeta Franz von Schober comentó que sólo le había gustado uno, “El tilo”. Schubert contestó: “A mí estos lieder me gustan más que todos los otros y también llegarán a gustaros a vosotros”.

## Temática
El núcleo de los poemas es el amor no correspondido. Un hombre amaba a una muchacha, pero ella lo dejó. Aquí arranca la historia. No hay una línea dramática, sino que los lieder expresan las reflexiones o impresiones del cantante mientras pasea solo, durante el invierno. Predominan los temas del frío, la oscuridad, el paisaje desolado, y la soledad, pues salvo el organillero final, no encuentra cara a cara a ninguna otra persona.
El ciclo consta de un monodrama desde el punto de vista del protagonista errante, en el que la trama concreta resulta algo ambigua. Después de que su amada se enamora de otro, el joven afligido se escapa de la ciudad por la noche y sigue el río y los caminos empinados hasta la cabaña de un carbonero, donde descansa antes de seguir adelante. Se encuentra con un pueblo, pasa un cruce de caminos y llega a un cementerio. Aquí, negándose incluso la muerte en la que se ha fijado, renuncia desafiante a la fe antes de llegar a un punto de resignación. Finalmente se encuentra con un músico callejero abandonado, la primera y única instancia en el ciclo en el que otro personaje está presente. La naturaleza misteriosa y ominosa del músico, junto con la pregunta planteada en las últimas líneas, dejan abierto a la interpretación el destino del vagabundo.
Los frecuentes cambios de tonalidad marcan las variaciones del sentimiento (de la alegría a la desesperación), si bien la segunda mitad va hundiéndose totalmente en un tono sombrío y melancólico. 

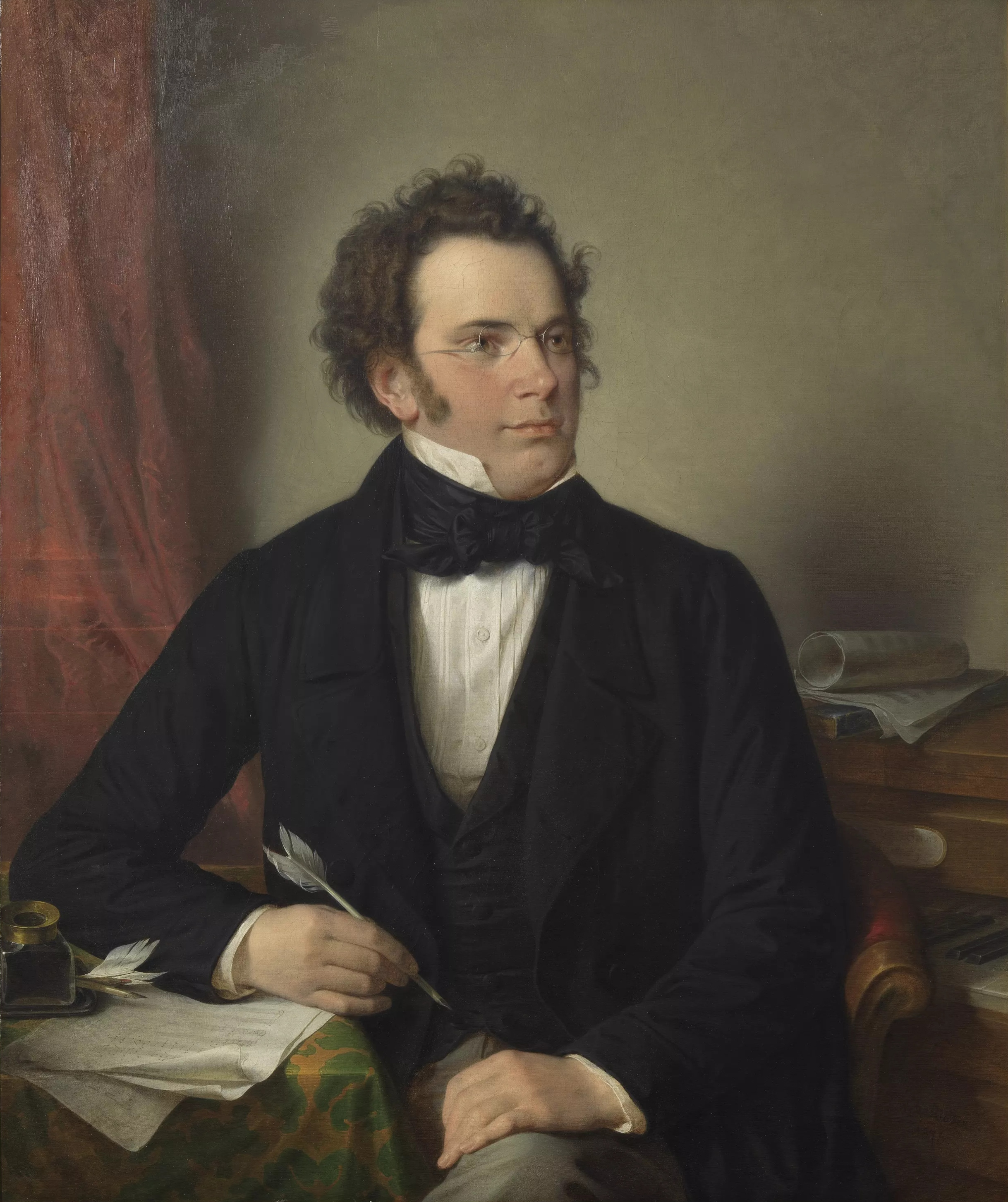
Franz Schubert por Wilhelm August Rieder (1875)

## Opiniones sobre las intenciones de Schubert
Muchos han intentado explicar la razón por la que Schubert compuso el Winterreise. Una posible explicación está documentada en un libro de Elizabeth Norman McKay, Schubert: The Piano and Dark Keys: "Hacia fines de 1822 ... Schubert estaba muy enfermo, habiendo contraído la sífilis que inevitablemente le afectaría el resto de su vida: su salud física y mental, y la música que iba a componer". Como se detalla a continuación, trabajó en el Winterreise mientras se estaba muriendo de sífilis.
Además de su amigo Franz von Schober, los amigos de Schubert que a menudo asistían a sus sesiones musicales o Schubertiaden incluían a Eduard von Bauernfeld, Joseph von Spaun y el poeta Johann Mayrhofer. Tanto Spaun como Mayrhofer describen el período de la composición de Winterreise como uno en el que Schubert estaba en un estado de ánimo profundamente melancólico, como dice Mayrhofer, porque "la vida había perdido su color rosado y el invierno estaba sobre él". Spaun dice que Schubert estaba triste y deprimido, y cuando se le preguntó el motivo respondió:
   "Ven a Schober's hoy y te tocaré un ciclo de canciones aterradoras; me han afectado más que nunca con otras canciones". Luego, con una voz llena de sentimiento, nos cantó todo el Winterreise. Quedamos completamente estupefactos por el tono sombrío de estas canciones, y Schober dijo que una sola canción, "Der Lindenbaum", le había complacido. Entonces Schubert se levantó de un salto y respondió: "Estas canciones me agradan más que todas las demás, y con el tiempo también te agradarán a ti".
Se argumenta que en la naturaleza lúgubre del Winterreise, en comparación con Die schöne Müllerin, hay
"un cambio de estación, de diciembre a mayo, y un núcleo más profundo de dolor, la diferencia entre la angustia de un joven y un hombre. No hay necesidad de buscar en las vicisitudes externas una explicación del patetismo de la música de Winterreise cuando el compositor era este Schubert que, siendo un niño de diecisiete años, tuvo la imaginación para fijar de una vez por todas el grito de Gretchen en música, y había estado tan estremecido año tras año en respuesta a todos los llamamientos, al dolor de Mignon y del Arpista, a la nostalgia de Mayrhofer. No es sorprendente oír hablar del aspecto demacrado de Schubert en el período de Winterreise; pero no depresión, más bien una especie de euforia sagrada ... lo vemos prácticamente jadeando de espantosa alegría por su trágico Winterreise - por su suerte en el tema, por la belleza de la oportunidad que le trajo de vuelta a su colaborador, por las incontables imágenes provocadas por su poesía de fuego y nieve, de torrente y hielo, de lágrimas hirvientes y heladas. El compositor de Winterreise pudía haberse ido a la cama con hambre, pero era un artista feliz."
La última tarea de Schubert en la vida fue la corrección de las pruebas para la 2ª parte de Winterreise, y sus pensamientos mientras corregían las de la última canción, "Der Leiermann", cuando su última enfermedad era demasiado evidente, solo se pueden imaginar. Sin embargo, había escuchado todo el ciclo interpretado por Vogl (que tuvo una acogida mucho más entusiasta), aunque no vivió para ver la publicación final, ni la opinión del Wiener Theaterzeitung:
"Müller es ingenuo, sentimental y contrasta con la naturaleza exterior en paralelo de algún estado anímico apasionado que toma su color y significado del primero. La música de Schubert es tan ingenua como las expresiones del poeta; las emociones contenidas en los poemas se reflejan tan profundamente en sus propios sentimientos, y estos se expresan de tal manera en el sonido que nadie puede cantarlos o escucharlos sin que el corazón lo toque."
Elena Gerhardt dijo sobre Winterreise: "Tienes que estar obsesionado por este ciclo para poder cantarlo".

## Naturaleza del ciclo
En su introducción a la edición de Peters (con las revisiones críticas de Max Friedlaender), el profesor Max Müller, hijo del poeta Wilhelm Müller, comenta que los dos ciclos de canciones de Schubert tienen un efecto dramático similar al de una ópera trágica a gran escala. especialmente cuando lo interpretan grandes cantantes como Jenny Lind (Die schöne Müllerin) o Julius Stockhausen (Winterreise). Al igual que Die schöne Müllerin, Winterreise no es simplemente una colección de canciones sobre un solo tema (amor perdido o no correspondido), sino que en realidad es un único monólogo dramático, que dura más de una hora de interpretación. Aunque algunas canciones individuales a veces se incluyen por separado en los recitales (por ejemplo, "Gute Nacht", "Der Lindenbaum" y "Der Leiermann"), es una obra que generalmente se presenta en su totalidad. La intensidad y las inflexiones emocionales de la poesía se construyen cuidadosamente para expresar los dolores del amante, y se desarrollan en un grado casi patológico desde la primera hasta la última nota, algo explorado (junto con el contexto cultural de la obra) por el tenor Ian Bostridge en El viaje de invierno de Schubert: Anatomía de una obsesión. En el transcurso del ciclo, el dolor por el amor perdido da paso progresivamente a una desesperación existencial y una resignación más generales (la última vez que se menciona directamente al amado es la mitad de la obra) y el viaje del invierno literal es posiblemente, al menos en parte, alegórico para esta situación psicológica y espiritual. Las imágenes invernales de frío, oscuridad y esterilidad sirven constantemente para reflejar los sentimientos del vagabundo aislado. 
Los dos ciclos de Schubert (principalmente para la voz masculina), de los cuales Winterreise es el más maduro, son los fundamentos absolutos del Lied alemán y han influido fuertemente no solo en el estilo, sino también en el método y la técnica vocal en la música clásica alemana en su conjunto. Los recursos del intelecto y el poder interpretativo necesarios para llevarlos a cabo, en cámara o en sala de conciertos, desafían a los grandes cantantes.

## Canciones

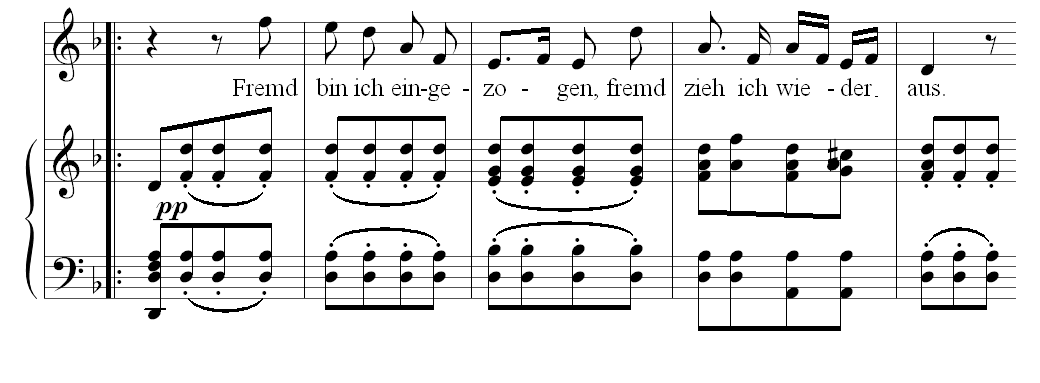
Comienzo del primer lieder: Gute Nacht

### Gute Nacht (Buenas noches), (Fremd bin ich eingezogen...), en re menor.
Es el lied de mayor duración. Comienza diciendo “Llegué como un extraño, como un extraño me marcho", marcando así el aire de tristeza y aislamiento que predominará en toda la obra. Fue feliz (“la joven habló de amor, la madre incluso de matrimonio”), pero su historia de amor, por razones no concretadas, tiene que acabar. Una noche de invierno, se despide del lugar y de su amada. él se despide de su amada, aún dormida, dándole las buenas noches. Se trata de un lied en ritmo de caminante, como indica el propio Schubert: “moderado, en movimiento de caminar”. El piano entona un preludio. Las dos primeras estrofas son musicalmente idénticas, mientras que la tercera y la cuarta varían. La cuarta estrofa recurre a re mayor, cuando el caminante se dirige a su amada y añora el pasado. Al final cambia de nuevo al re menor.

### Die Wetterfahne (La veleta), (Der Wind spielt mit der Wetterfahne...), en la menor.
Una veleta en el tejado de la amada indica simboliza tanto la clase media alta como la inconstancia. El texto sugiere que su amada rompió con él porque sus padres deseaban casarla con un pretendiente rico. El caminante se ve a sí mismo caer en la insignificancia: su niña será una novia rica. El acompañamiento para piano consiste en una melodía que es interpretada por ambas manos, en una octava de diferencia y es idéntica a la voz cantante. El movimiento en octava otorga a la canción un carácter terrible que resulta fortalecido por el tiempo rápido.

### Gefrorne Tränen (Lágrimas heladas), (Gefrorne Tropfen fallen...), en fa menor.
Las lágrimas se hielan sobre las mejillas del caminante. Se sorprende, porque nacen de su ardiente añoranza de la amada. El acompañamiento al piano viene marcado por elementos rítmicos que marcan el estado inquieto del caminante.

### Erstarrung (Entumecimiento), (Ich such im Schnee vergebens...), en do menor.
Por la nieve, el caminante sigue el rastro de su amada y llora. Lo único que le queda de ella es el dolor. Grabará su imagen en el corazón, sin volver a enamorarse nunca. El acompañamiento es continuo y rápido, marcando la búsqueda del protagonista de los rastros de su amada. Cuando, en la sección central, recuerda el pasado, se sigue la tonalidad mayor.

### Der Lindenbaum (El tilo), (Am Brunnen vor dem Tore...), en mi mayor.
Esta quinta canción es la más popular del ciclo. El caminante pasa junto a un tilo que hay a las puertas de la ciudad, donde otras veces soñó y grabó palabras de amor en su corteza. El tilo, en la literatura romántica, frecuentemente simboliza el hogar y la seguridad. Ahora sus ramas lo llaman, invitándole a descansar entre ellas, lo que se toma como una insinuación de suicidio. Pasa de largo, sin dirigir la mirada atrás, en medio del viento helador, pero muchas horas después, y lejos del lugar, aún recuerda a las ramas: aquí encontrarás descanso.

### Wasserflut (Torrente), (Manche Trän aus meinen Augen...), en mi menor.
El caminante invoca a la naturaleza. Le dice a la nieve que cuando se funda, siga el fluir de sus lágrimas, con ellas llegará a la ciudad y, allí donde las mismas se templen, será la casa de su amada. El ritmo continuo recuerda el paso lento de una marcha fúnebre. 

### Auf dem Flusse (En el arroyo), (Der du so lustig rauschtest...), en mi menor.
El caminante se encuentra a orillas de un río, hoy helado y silencioso, en el pasado, alegre y sonoro. Escribe sobre el hielo el nombre de su amada. Su corazón se le parece, pues bajo la corteza helada late un rugiente torrente. El comienzo recuerda a “Buenas noches”, y es de nuevo un lied en ritmo de caminante. El recuerdo del pasado está de nuevo en tono mayor. La última estrofa está muy acentuada, para indicar que bajo su apariencia helada, el caminante está intensamente emocionado.

### Rückblick (Mirada atrás), (Es brennt mir unter beiden Sohlen...), en sol menor.
Huye de la ciudad, precipitadamente, no descansará hasta que deje de ver las torres. Recuerda que lo recibieron amistosamente, y añora regresar. Es de nuevo un lied en ritmo de caminante. El contraste entre el presente y el pasado se marca, de nuevo, con el cambio de tonalidad (menor a mayor). La última estrofa cambia a tono menor, pero finaliza en tono mayor, pues añora volver.

### Irrlicht (Fuego fatuo), (In die tiefsten Felsengründe...), en si menor.
Un fuego fatuo lo engaña y se pierde en las montañas. El caminante compara la obra del fuego fatuo con las preocupaciones de su vida, y piensa en la muerte: así como todos los ríos van a dar a la mar, todas las penas alcanzan la tumba. En algunos momentos, como en “Torrente”, recuerda a una marcha fúnebre, lo que parece corresponderse con la mención a la tumba.

### Rast (Descanso), (Nun merk ich erst, wie müd ich bin...), en do menor.
El caminante se detiene un momento, para descansar, y es en ese momento cuando se da cuenta de cuán cansado se encuentra, y nota el dolor de su corazón. Es de nuevo un lied en ritmo de caminante. Predomina el sentimiento de descanso en este lied, salvo la agitación de la exclamación final.

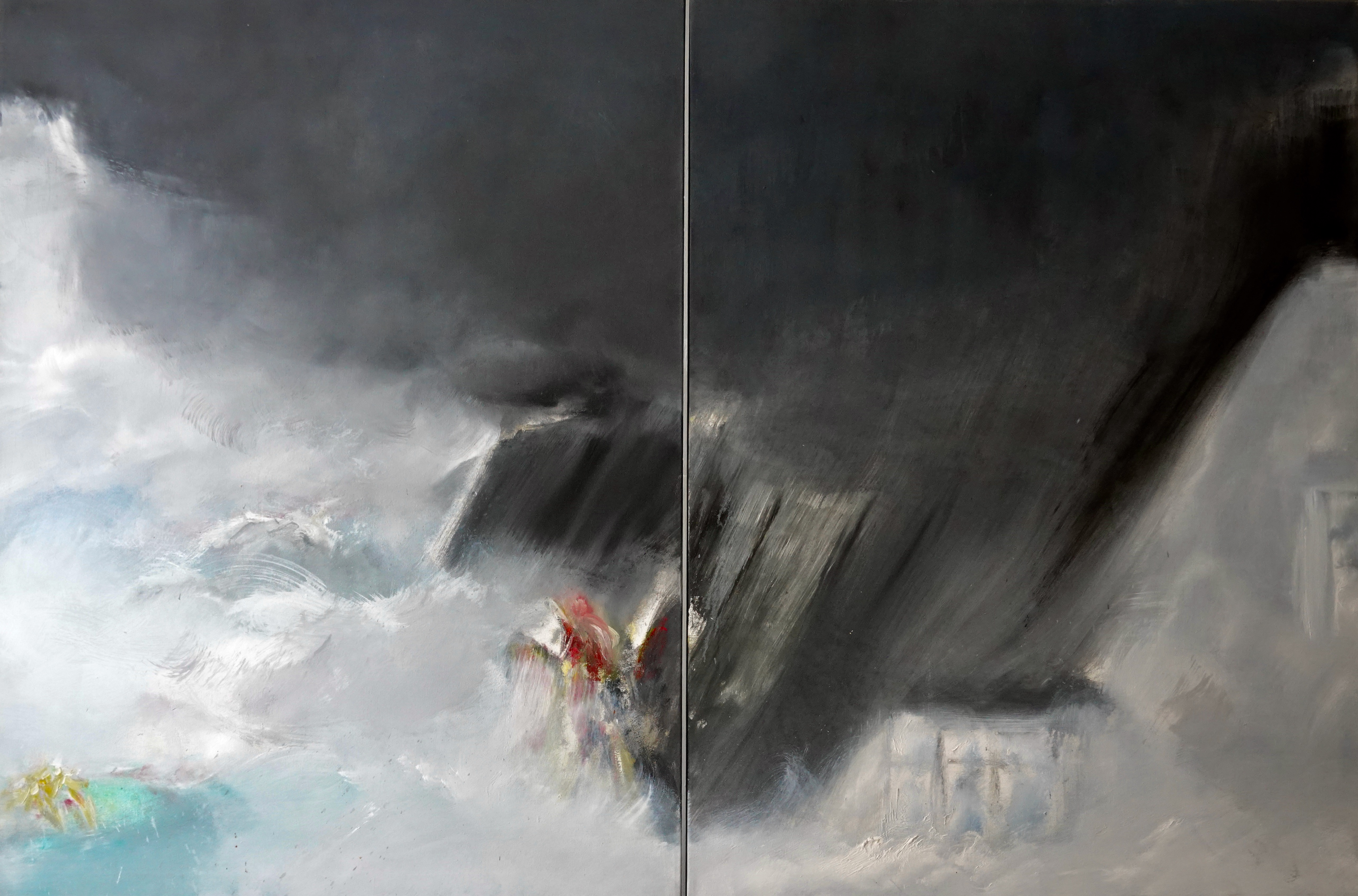
„Frühlingstraum", pintura al óleo de Ingo Kühl, 120 x 180 cm (dos partes), 1996

### Frühlingstraum (Sueño de primavera), (Ich träumte von bunten Blumen...), en la mayor.
El caminante está soñando con la primavera y el amor, pero el gallo lo despierta bruscamente. Es incapaz de superar su decepción, y al cerrar de nuevo los ojos, el corazón le pregunta: ¿cuándo reverdecerán las hojas? ¿Cuándo sostendré de nuevo a mi amada entre los brazos? La música de este lied se divide en tres planos, marcados por la tonalidad mayor-menor-mayor: el alegre sueño, el brutal despertar y el deseo de volver al sueño. Estas tres partes se repiten con las tres estrofas de la segunda mitad. Sin embargo, al final del lied no se vuelve a la tonalidad mayor, conservando la variante en oscuro tono menor, como indicación de la desesperanza del viajero. La última pregunta de la canción, es contestada negativamente por la música.

### Einsamkeit (Soledad), (Wie eine trübe Wolke...), en si menor.
Después de la tempestad llega la calma de un cielo despejado y tranquilo, pero el caminante se siente como una nube solitaria en el cielo claro, más desgraciado que cuando a su alrededor rugía la tormenta. Es otro lied en ritmo de caminante, cuya soledad se expresa en la música. Tiene un carácter de “punto final”, pues es el último del primer grupo de lieder, dado que Schubert aún desconocía la existencia del resto de poemas.

### Die Post (La diligencia correo), (Von der Straße her ein Posthorn klingt...), en mi bemol mayor.
Suena el cuerno de la diligencia postal, y el caminante se siente contento sin saber por qué, porque no espera ninguna carta. Entonces se le ocurre que quizá venga de la ciudad de su amada, y puede preguntar cómo van las cosas allí. Lied de tonalidad alegre, su ritmo recuerda el trote de los caballos de la diligencia, con una música muy parecida a la que ya había usado Schubert en el lied El rey de los elfos (Erlkönig), D. 328. 

### Der greise Kopf (La cabeza cana), (Der Reif hatt einen weißen Schein...), en do menor.
La cabeza cubierta de nieve del caminante le hace parecer viejo, lo cual le alegra. Pero pronto se derritió y volvió su cabello negro, sorprendiéndole su propia juventud, ¡tan lejos está su funeral! En su depresión, desea envejecer y morir. Es un lied en estilo recitativo. 

### Die Krähe (La corneja), (Eine Krähe war mit mir...), en do menor.
Una urraca o corneja le sigue desde que abandona la ciudad. El caminante cree que le mira como una presa, y como ella, cree que su vida acabará pronto, y le pide que sea fiel hasta la tumba. La corneja es considerada como una amiga y es al tiempo un símbolo de los muertos. El agudo acompañamiento de piano simboliza el vuelo del ave, repitiendo el motivo principal con lo que representa los círculos de la corneja alrededor del caminante. Una fuerte exclamación tiene lugar con la palabra final: “Grabe!” (¡Tumba!), que expresa el deseo de muerte del caminante.

### Letzte Hoffnung (Última esperanza), (Hie und da ist an den Bäumen...), en mi bemol mayor
El caminante se deja llevar por el juego: apuesta sus esperanzas a la resistencia de una hoja de un árbol, que tiembla en el viento y que, finalmente, cae. También él cae al suelo, llorando por sus esperanzas perdidas. 

### Im Dorfe (En el pueblo), (Es bellen die Hunde, es rasseln die Ketten...), en re mayor.
Este es un lied “visionario”. El caminante pasa un pueblo mientras sus habitantes duermen y le ladran los perros guardianes. Los campesinos sueñan con las cosas que no tienen; el caminante pide a los perros que no le dejen dormir a él, que ya ha perdido toda esperanza y no quiere tener más sueños. 

### Der stürmische Morgen, (Mañana tormentosa), (Wie hat der Sturm zerrissen...), en re menor.
Con menos de un minuto, esta canción es la más breve del ciclo. El cielo matutino está desfigurado por la tormenta: a través de las nubes desgarradas brilla un sol rojizo. Su propio corazón se refleja en el cielo invernal: no es más que un “invierno frío y salvaje”, expresión similar a la de “En el arroyo”. El tiempo, rápido y fuerte, así como la alternancia entre sonidos ligados y staccato, representa la tormenta. 

### Täuschung (Engaño), (Ein Licht tanzt freundlich vor mir her...), en la mayor.
Una luz engaña al caminante, que espera encontrar el calor y la seguridad. Pero es sólo una ilusión, un engaño que lo distrae de su desgracia. El texto tiene algún paralelismo con “Fuego fatuo”. La melodía de este lied se remonta al principio del Acto II “Alfonso y Estrella”, con letra de Schober.

### Der Wegweiser (El poste), (Was vermeid ich denn die Wege...), en sol menor.
El caminante inicia un soliloquio: se pregunta por qué ignora las carreteras principales que toman los demás viajeros y opta en cambio por caminos solitarios, por qué busca la soledad, sin comprender del todo su tonto comportamiento. Hay un poste indicativo que no puede ignorar, el que lleva a la muerte. Es lied en ritmo de caminante, con un tiempo lento y repeticiones que simbolizan su deseo de morir. Está muy ligado a la primera parte del ciclo, entre otras cosas por la tonalidad de sol menor.

### Das Wirtshaus (La posada), (Auf einen Totenacker...), en fa mayor.
El caminante cruza un cementerio, y ve en él una posada en la que llegará a descansar. Pero allí no hay ninguna tumba abierta, y se siente rechazado. La tonalidad mayor representa junto con un tempo extremadamente lento, la tentación de la muerte (como en “El tilo”). Schubert recurre a la tonalidad menor para expresar el dolor por el rechazo.

### Mut (Valor), (Fliegt der Schnee mir ins Gesicht...), en sol menor.
El caminante intenta insuflarse valor, exagerando su alegría, para no sentir dolor. El lied cambia regularmente de tono mayor a menor. 

### Die Nebensonnen (ElParhelio), (Drei Sonnen sah ich am Himmel stehn...), en la mayor.
Experimenta el caminante un parhelio, fenómeno óptico que se produce cuando la luz del sol pasa por las nubes cargadas de hielo: ve tres soles. Dice que él también tuvo tres soles dentro y que se habían puesto “los dos mejores”. El tercer sol simboliza la vida del caminante. Es ambiguo a qué puede referirse con los otros dos soles: pueden ser el amor y la esperanza, o los dos ojos de su amada, que ya no lo miran a él, sino a otro. A su vez, se sigue un simbolismo ternario, con compás de tres por cuatro. El majestuoso acompañamiento de piano representa las apariciones del sol. Deja claro el deseo de muerte del poeta.

### Der Leiermann (El organillero), (Drüben hinterm Dorfe...), en la menor.
En el último lied, el caminante encuentra a un organillero, a quien nadie presta atención. Pero el hombre no se desanima y gira continuamente su organillo. La figura del organillero puede interpretarse como un ejemplo del arte como último refugio, o bien como la muerte que tanto ansía el caminante. Se produce un paralelismo entre la imagen estática del organillo, sonando sin parar, y el estado de ánimo del caminante, que canta sus tristes lieder en medio del hielo y la nieve. El acompañamiento para piano también es repetitivo y omnipresente. Hay dos estrofas iguales, monótonas, con pocos cambios dinámicos; la tercera estrofa, muy corta, cambia, acorde con el último verso, en el que el poeta interroga al organillero: “Cuando yo cante mi canción, ¿me acompañarás con tu organillo?”. La música no contesta la pregunta. La canción permanece en la fatal tonalidad de la menor y así concluye el sombrío viaje de invierno.

## Intérpretes y grabaciones
Es una obra compuesta para voz de tenor y acompañamiento de piano. Desde el punto de vista técnico, es un desafío tanto para el cantante como para el pianista. 
Su primer intérprete fue Michael Vogl. Posteriormente, ha sido transpuesta para otras voces, sobre todo más graves, como barítono y bajo, pero también lo han cantado voces femeninas, en particular Brigitte Fassbaender y Christine Schäfer. Algunos tenores han recuperado la obra para la tonalidad original, como Julius Patzak o Peter Pears.
| Tesitura      | Intérprete                | Piano               | Año  |
| ------------- | ------------------------- | ------------------- | ---- |
| tenor         | Richard Tauber            | Mischa Spoliansky   | 1928 |
| soprano       | Lotte Lehmann             | Paul Ulanowsky      | 1940 |
| tenor         | Peter Anders              | Günther Weissenborn | 1948 |
| barítono      | Hans Hotter               | Gerald Moore        | 1955 |
| barítono      | Hans Hotter               | Erik Werba          | 1961 |
| barítono      | Dietrich Fischer-Dieskau  | Gerald Moore        | 1963 |
| tenor         | Peter Pears               | Benjamin Britten    | 1965 |
| barítono      | Dietrich Fischer-Dieskau  | Jörg Demus          | 1966 |
| barítono      | Hermann Prey              | Wolfgang Sawallisch | 1971 |
| bajo          | Kurt Moll                 | Cord Garben         | 1983 |
| tenor         | Peter Schreier            | Sviatoslav Richter  | 1985 |
| mezzosoprano  | Christa Ludwig            | James Levine        | 1988 |
| barítono      | Jorma Hynninen            | Ralf Gothóni        | 1989 |
| mezzosoprano  | Brigitte Fassbaender      | Aribert Reimann     | 1990 |
| tenor         | Peter Schreier            | András Schiff       | -    |
| tenor         | Manuel Cid                | Miguel Zanetti      | 1995 |
| barítono      | Thomas Hampson            | Wolfgang Sawallisch | 1997 |
| barítono bajo | Thomas Quasthoff          | Charles Spencer     | 1998 |
| barítono      | Dietrich Henschel         | Irwin Gage          | 1999 |
| barítono      | Enric Martinez-Castignani | Josep Surinyac      | 2000 |
| barítono      | Christian Gerhaher        | Gerold Huber        | 2001 |
| barítono bajo | Mario Hacquard            | Georges Dumé        | 2002 |
| barítono      | Matthias Goerne           | Graham Johnson      | -    |
| -             | Eberhard Büchner          | Norman Shetler      | -    |
| tenor         | Christoph Prégardien      | Andreas Staier      | -    |
| soprano       | Christine Schäfer         | Eric Schneider      | 2006 |
| tenor         | Mark Padmore              | Paul Lewis          | 2009 |
| tenor         | Jonas Kaufmann            | Helmut Deutsch      | 2014 |

## Adaptaciones
El compositor alemán Hans Zender compuso en 1993 “Schuberts Winterreise - eine komponierte Interpretation“ (Viaje de invierno de Schubert – una interpretación compuesta) para tenor y pequeña orquesta, dependiendo en gran medida del lenguaje sonoro de Schubert e incluye impresionantes efectos de sonido que aún enfatizan más el frío helador y la oscuridad metafísica de la obra. En 1999, esta versión fue grabada por Christoph Prégardien y la Klangforum Wien, dirigidos por Sylvain Cambreling.
Tabea Zimmermann versionó el ciclo para viola y piano. Siguiendo este modelo, el violista austríaco Peter Aigner lo ha tratado para viola, con un actor en el escenario interpretando los textos de Wilhelm Müller. Esta versión ha sido escenificada varias veces en Austria y Alemania.
El actor sordo Horst Dittrich tradujo el texto del ciclo de canciones en 2007 en lenguaje de signos de Austria y lo llevó en los años 2008 y 2009, Viena, Salzburgo y Villach, en una producción de Arbós - Sociedad de Música y Teatro con el pianista Gert Hecher y el barítono Rupert Bergmann.

### Filmografía
- Winterreise (1994) corto austríaco dirigido por Klaus Karlbauer y Nikolaus Leytner, canta Dietrich Fischer-Dieskau y una duración de 23 minutos.
- Die Winterreise (1994), producción alemana para televisión, dirigida por Petr Weigl, canta Brigitte Fassbaender.
- Franz Schubert - Winterreise es un film de David Alden con Ian Bostridge y Julius Drake, 1997.
- Mon voyage d'hiver es un film franco-belga de Vincent Dieutre, 2003.